# سیارک ۷۶۰

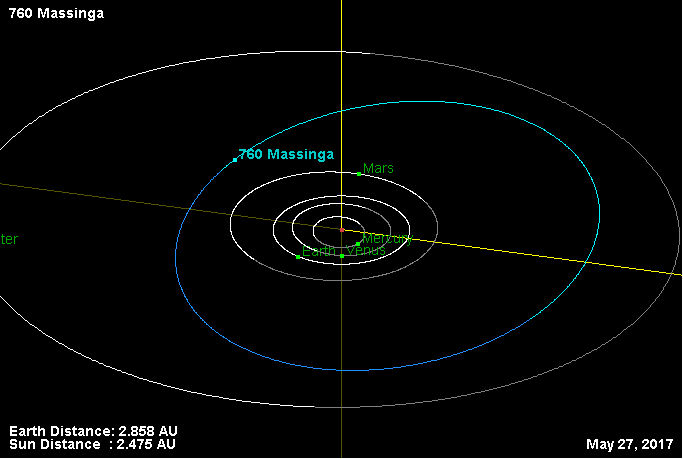
نمایی از محل قرارگیری سیارک ۷۶۰ در مدار - ۲۰۱۷

سیارک ۷۶۰ (به انگلیسی: 760 Massinga، نامگذاری:1913SL) هفتصد و شصتمین سیارک کشف شده‌است که در ۲۸ اوت ۱۹۱۳ و در هایدلبرگ کشف شد.
قدر مطلق سیارک برابر ۷٫۹۶ است.